# 麥人杰
麥人杰（1964年12月1日—）是出生於台灣台中的漫畫家、動畫創作者，個人原名為「麥仁杰」。代表漫畫作品有《天才超人頑皮鬼》、《狎客行》等，並參與過動畫《魔法阿媽》的製作。

## 經歷

### 早年
父親是美國人、母親是台灣人，小時派駐台灣的父親因不明原因返回美國後失去聯繫，麥人杰便由母親獨自扶養長大。他童年生活在台中市南屯區近鄰萬和宮的外祖父母家。
在國小5年級期間麥人杰開始出現青年型僵直性脊椎炎的症狀，該病症隨後困擾著他長達8年以上，此期間他主要靠著繪畫、娛樂朋友來排除痛苦。

### 出道
1984年，麥人杰向全國漫畫大擂台投稿作品《天問》，結果獲得第一名的成績。而開始有個人正式發表的漫畫作品，是於1985年期間在《歡樂漫畫半月刊》上刊登的《零代傳說》、《劇場》等。
1989年在《星期漫畫》上麥人杰開始連載長篇《天才超人頑皮鬼》，該作品於1992年連載結束後共發表三集單行本，也是麥人杰生涯第一個有推出單行本的作品。1994年期間麥人杰則嘗試模仿美國漫畫家法蘭克·米勒的黑白色調比對畫風，之後在1997年推出成品《黑色大書》。

### 魔法阿媽
1997年影劇導演王小棣與編劇黃黎明計劃推出一部描述祖孫之間情誼的動畫《魔法阿媽》，邀請了麥人杰協助處理該作品動畫方面的事務。當時麥人杰負責了片中角色設計、分鏡圖等項目，並且是在要於8個月內完成成品的急迫狀態下創作。麥人杰深度投入工作後，以長期在動畫與漫畫領域的經驗，為追求整體完成度與觀賞趣味，保留了原劇本的隔代教養主軸，但添加角色與改變人物設定，並大幅改寫劇情，注入台灣宗教信仰的精髓，將片名由黃黎明所寫的《阿媽倘賣沒》更改為《魔法阿媽》，同時堅持邀請文英阿姨作為幕後配音，更加立體地形塑台灣阿媽的樣貌，成為本片最為膾炙人口的特色。
在王小棣邀請麥人杰為《魔法阿媽》執筆時，曾允諾麥人杰掛名導演，上映時告知因學歷未符合大專以上學歷而未通過。2024年9月，由於魔法阿媽續集《魔法阿媽2：魔法小豆苗》未請麥人杰參與引起外界議論，魔法阿媽臉書官方粉絲頁發表聲明「麥先生曾聲稱因學歷關係導致無法掛名導演一事，絕非事實。並且，麥先生在魔法阿媽工作人員名單中所呈現的職銜為動畫導演，而非社群上所誤傳的僅僅列名人物設計」。雙方在承諾與認知上因各自立場產生歧見。

### 海外發表
1996年期間麥人杰開始在《花花公子》上連載以古代俠客對於情慾方面為題材的成人幽默漫畫《狎客行》，該系列在2003年集結成單行本推出，並有在台灣海外法國等地發行。

### 後續動畫製作

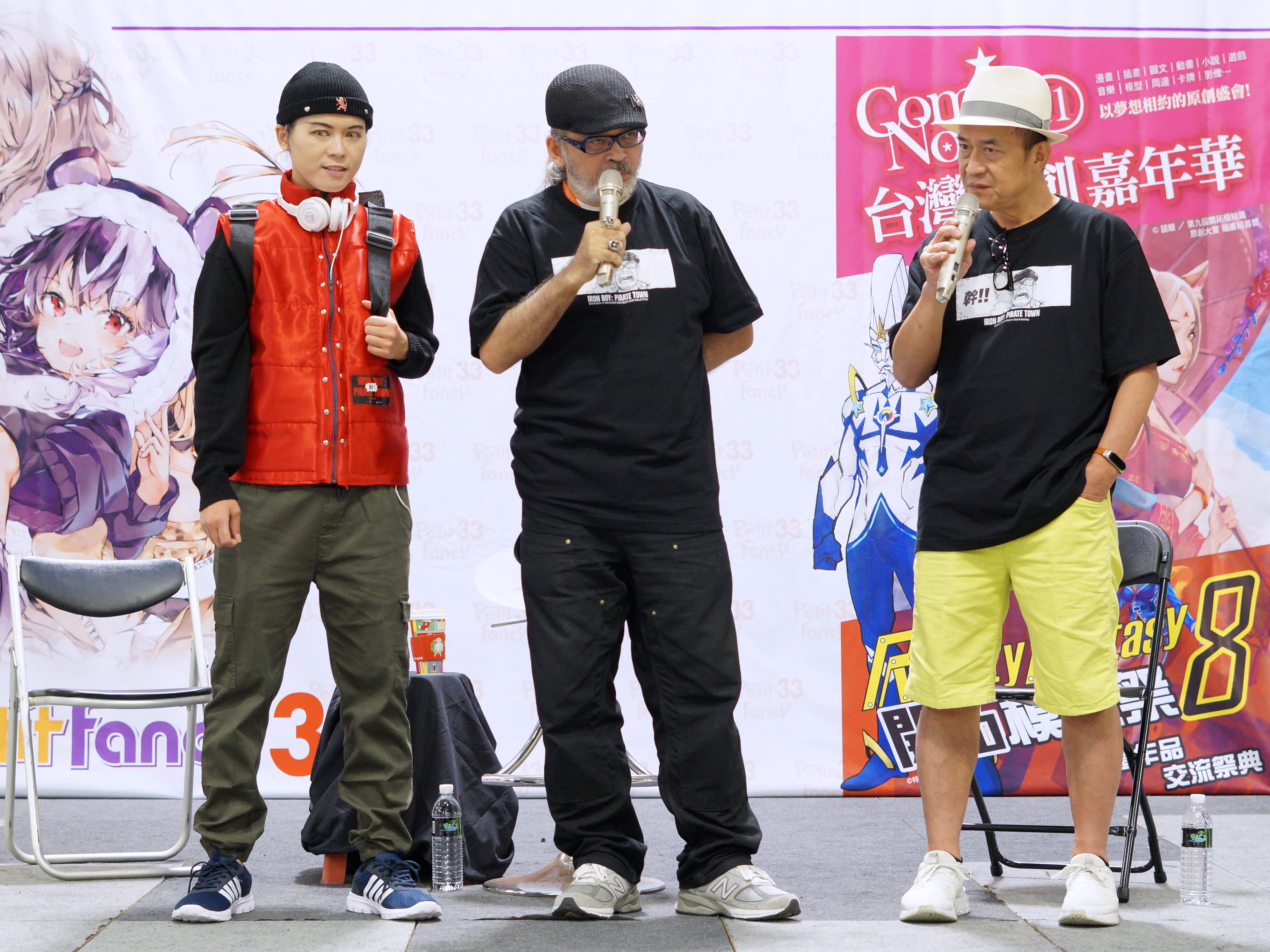
在2020年第33屆亞洲動漫創作展上，出席《鐵男孩：山寨之城》座談會的麥人杰。

2005年麥人杰成立了動畫製作公司「魔樹創意」，之後2008年有替歌星周杰倫與董氏基金會合作的公益活動製作一篇3D動畫廣告，並為中國大陸的南京合谷科技3D動畫《快樂星貓》擔任作畫導演。
2014年左右期間麥人杰開始想執導一篇名為《鐵男孩》的3D動畫，並把之前從《快樂星貓》所賺取資金全投入在此影片製作上。該作品在2017年期間雖已完成約1/3的內容，但有面臨資金耗盡需另籌費用的問題。考慮到資金難易湊足的問題後，麥人杰改成先將《鐵男孩》以漫畫作品形式推出，再找尋製作成動畫影集的機會。《鐵男孩》的漫畫版《鐵男孩：山寨之城》，之後在2020年5月期間發行。

## 作品

### 漫畫
- 天問（1984年）：全國漫畫大擂台參賽作品
- 劇場（1985年）：《歡樂漫畫半月刊》連載
- 零代傳說（1985年）：遲至1995年以單行本重新發行
- 鳥人（1985年）：《歡樂漫畫半月刊》連載
- 天才超人頑皮鬼（1989～1992年）：全3集
- 腦筋急轉彎（1990～1993年）：第4集部份篇幅、第8、11、13、21、26集
- 酸甜苦辣留言版（1991年）：第1、2集
- 花木蘭（1994～1999年）：全4集
- 漫畫一族（1995年）：全1集
- 笨漢娶公主（1995年）：全1集
- 狎客行（1996～2003年）：全1集
- 黑色大書（1997年）：全1集
- 麥先生的麻煩（1997年）：全1集
- 恐龍酷酷跳（1998年）：全2集
- 吉娃娃（2000年）：《中國時報》趣味休閒版連載
- 卧虎藏龙（2001年）：電影《卧虎藏龙》为题材的成人趣味漫画[15]
- 期限：DEADLINE（2002年）：全1集
- 現代狎客行（2003年）：全1集
- 狎客行：九真陰經（2004年）：全1集
- 鐵男孩：山寨之城（2020年）
- 橫霸天下：全1集
- 美女與野獸：全1集
- 麥基恐怖秀：全1集

### 動畫
- 魔法阿媽（1998年）：分鏡、場景設計、人物造型、角色配音
- 董氏基金會校園天晴公益募款周杰倫3D動畫（2008年）
- 快樂星貓（2008～2015年）：作畫導演

### 其它
- 史蒂芬·金的午夜禁語（1992年）：時報文化中文譯本小說封面插圖提供
- Mr.WIN─贏的故事（2005年）：多媒體書
- 羅浮7夢：台灣漫畫家的奇幻之旅（2015年）：與簡嘉誠、阿推等共7人合著

## 私人生活
麥人杰的美國生父為威爾弗雷德·葛拉罕·麥特森二世（Wilfred Graham Metson Jr.），曾擔任過美國外交方面的事務，他替麥人杰所取的英文名是理查·麥特森（Richard Metson）。雖然威爾弗雷德在麥人杰3歲左右返美後失聯，但麥人杰長大開始創作漫畫時，母親仍提醒他記得在作品附上「Richard Metson」的簽名。後續麥人杰的《狎客行》在歐美地方發行後，麥人杰的同父異母姐姐認為此書作者「Richard Metson」可能是她父親生前提過在台灣的兒子，便聯絡《狎客行》的發行商大辣出版，間接促成麥人杰與他在海外同父異母家人相認。
婚姻家庭方面，麥人杰是在50歲時他的妻子以試管受孕方式，生下一對男女雙胞胎。

## 外部連結
- 麥人杰的Facebook專頁（繁體中文）